# Colton Yellow Horn
Colton Jaret Yellow Horn (* 5. Mai 1987 in Brocket, Alberta) ist ein kanadischer Eishockeyspieler, der seit August 2020 beim HSC Csíkszereda aus der Erste Liga unter Vertrag steht. Er ist Blackfoot-Indianer der Piikani First Nation.

## Karriere
Colton Jaret Yellow Horn gehörte zu den größten Nachwuchstalenten Kanadas. Er spielte von 2003 bis 2008 in der Western Hockey League (WHL) und kam auf 363 Einsätze, wobei er 166 Tore und 216 Vorlagen, also 382 Scorerpunkte, erzielte. In der Saison 2004/05 kam er als Stürmer der Lethbridge Hurricanes aus Alberta unter die besten fünf Scorer der Liga und steigerte seine Leistung bei den Tri-City Americans aus Washington, als er mit dieser Mannschaft 2007/08 den ersten Platz der U.S. Division und die Conference Finals der Play-offs erreichte. Darüber hinaus erzielte er die meisten Tore und die drittmeisten Punkte der Liga, wodurch er gewichtigen Anteil am Mannschaftsgewinn der Scotty Munro Memorial Trophy als punktstärkste Mannschaft der Grunddurchgänge hatte. 
Zudem nahm er an der Junioren-Weltmeisterschaft 2005 (Top Division) teil und gewann mit der kanadischen Mannschaft die Silbermedaille. 
2008 kam er erstmals nach Europa und bestritt elf Spiele für den österreichischen Verein EC Red Bull Salzburg, ehe er Ende Januar 2009 zurück nach Nordamerika wechselte. Mit den New Yorker Elmira Jackals debütierte er anschließend in der East Coast Hockey League (ECHL) und schaffte 15 Punkte in 35 Spielen. Danach wechselte er zum kalifornischen Verein Stockton Thunder, wo er 10 Punkte in 13 Spielen beisteuerte. 
Die Saison 2009/10 beendete er bei den Allen Americans aus Texas in der Central Hockey League (CHL). Mit dieser Mannschaft spielte er auch in der Saison 2010/11 und schaffte 104 Punkte in 79 Spielen. Die Americans gewannen mit 20 Punkten Vorsprung die Berry Conference und lagen auch 13 Punkte vor dem Gewinner der Turner Conference, weshalb sie mit dem Bud Poile Governors’ Cup als stärkstes Team der Hauptrunde ausgezeichnet wurden. In den Play-offs unterlagen sie dann jedoch in den Conference Finals gegen die Bossier-Shreveport Mudbugs. 2011/12 erreichte Yellow Horn mit den Americans den zweiten Platz der Berry Conference und lagen punktegleich mit dem Gewinner der Turner Conference. In den Play-offs kam es jedoch zum Halbfinalaus gegen die Texas Brahmas.
Nach einem Ligawechsel zu Ontario Reign in die ECHL, erzielte er 2012/13 für die Kalifornier 36 Tore und 22 Vorlagen in 48 Partien. Er wurde zum Spieler des Monats Januar der Liga gewählt und wurde im Februar an die Manchester Monarchs aus der American Hockey League (AHL), der zweithöchsten Profiklasse Nordamerikas, ausgeliehen. Dort erzielte er 20 Punkte in 32 Spielen, jedoch kamen die Monarchs nicht über das Play-off-Viertelfinale hinaus.
2013 verließ er Nordamerika und unterzeichnete erneut bei einem europäischen Verein, als er dem Kader des ungarischen EBEL-Clubs Alba Volán Székesfehérvár beitrat. Mit diesem schied er gegen den späteren Liga-Gewinner HC Bozen im Play-off-Viertelfinale aus. Nach einer Saison bei den Nippon Paper Cranes aus der Asia League Ice Hockey (ALIH), kehrte er für die Saison 2015/16 in die EBEL zurück und spielt für den tschechischen Verein Orli Znojmo. Am Ende der Hauptrunde belegte er mit 28 Toren den dritten Platz der Torschützenliste der Liga. Darüber hinaus lag er mit 57 Punkten auf dem vierten Platz der Scorerliste. In den Play-offs steigerte sich der Kanadier enorm und lag nach dem Halbfinale mit inzwischen 78 Punkten an der Ligaspitze der Topscorer. Er wurde daraufhin mit der Ron Kennedy Trophy als wertvollster Spieler der Saison ausgezeichnet.
Für die Saison 2016/17 erhielt er einen Vertrag beim HC Plzeň aus der tschechischen Extraliga.
Jedoch entschied er sich Ende Oktober seinen Vertrag in Plzeň aufzulösen und wechselte zurück zum HC Orli Znojmo in die Erste Bank Eishockey Liga.
Im April 2018 wurde Colton Yellow Horn als Neuzugang beim österreichischen Club Graz 99ers vorgestellt.

## Erfolge und Auszeichnungen
- 2005 Silbermedaille bei der U18-Junioren-Weltmeisterschaft (Top-Division)
- 2008 Scotty Munro Memorial Trophy, Meiste Tore der Hauptrunde und First All-Star-Team der Western Conference der WHL
- 2011 Bud Poile Governors’ Cup der CHL
- 2016 Ron Kennedy Trophy als wertvollster Spieler der Erste Bank Eishockey Liga; Meiste Punkte und Meiste Assists der EBEL

## Karrierestatistik
(Legende zur Spielerstatistik: Sp oder GP = absolvierte Spiele; T oder G = erzielte Tore; V oder A = erzielte Assists; Pkt oder Pts = erzielte Scorerpunkte; SM oder PIM = erhaltene Strafminuten; +/− = Plus/Minus-Bilanz; PP = erzielte Überzahltore; SH = erzielte Unterzahltore; GW = erzielte Siegtore; 1 Play-downs/Relegation; Kursiv: Statistik nicht vollständig)